# Sidney Sampaio
Sidney Sampaio de Souza (Lucélia, 21 de abril de 1980) é um ator brasileiro.

## Carreira
Estreou na televisão com uma participação no piloto do seriado da ex-dupla de cantores Sandy & Júnior. Em 2001, entrou para o casting da novela teen Malhação e lá permaneceu até 2003, quando transferiu-se para o SBT, onde participou do elenco da novela  Canavial de Paixões. Em 2005, de volta a Globo, deu vida ao ingênuo Filipe de Alma Gêmea, filho do protagonista Rafael, vivido por Eduardo Moscovis. No ano seguinte, participou de Páginas da Vida e em 2007, viveu o inescrupuloso Pedro de Sete Pecados. Também já jogou basquete profissionalmente. Voltou a participação de Malhação, dessa vez como Tony. Em 2007, Sidney participou da quarta temporada do talent show Dança dos Famosos, que é um quadro exibido pelo Domingão do Faustão, no qual acabou ficando em 7.° lugar na competição. Durante o período do talent show, ele conheceu a sua parceira de dança, a bailarina Carol Nakamura, onde os dois acabaram desenvolvendo um relacionamento amoroso que durou anos, até chegar ao fim em agosto de 2014. No teatro, com a peça Alzira Power com Cristina Pereira. Em 2009, interpretou o judeu Benjamim na novela Caras & Bocas. Em 2011, Sidney interpretou o papel de Pôncio Pilatos no espetáculo da Paixão de Cristo de Nova Jerusalém em Pernambuco.
Em setembro viveu Francisco de Assis no teatro. Em seguida, grava uma participação na novela Aquele Beijo como apresentador de um concurso de beleza. Em 2013, Sidney participou da novela Amor à Vida como Elias e no mesmo ano de 2013 ele participou de um outro talent show que foi a segunda temporada do Super Chef Celebridades, que é exibido como um quadro do programa Mais Você, na qual foi o vencedor da competição. Em setembro de 2013 retorna pela terceira vez a Malhação para uma participação em Malhação Casa Cheia como cliente de Vera, David. Em 2015,Sidney é contratado pela RecordTV, onde interpretou Josué em Os Dez Mandamentos Em fevereiro de 2015, participou de um videoclipe da música "Meu violão e o Nosso Cachorro" da dupla sertaneja Simone & Simaria. No mesmo ano, participou ainda das peças teatrais As Sereias da Zona Sul e Música Para Cortar os Pulsos. Em 2016 foi o Josué da novela A Terra Prometida. Em junho, participou do clipe da funkeira Ágata como um político corrupto.
Em 2019 interpreta um dos personagens centrais de Topíssima, o delegado André, que se divide entre o foco em desmantelar uma rede de tráfico e os problemas na vida pessoal com o retorno de sua ex-esposa em busca da guarda da filha deles.
Em 2024 participou da 16ª edição do reality show A Fazenda, programa exibido pela Record TV, consagrando-se vice-campeão da competição. Disputou a final contra os também atores Sacha Bali e Gui Vieira, além do modelo Yuri Bonotto.

## Vida pessoal

### Família
Sidney é pai de Leonardo Gama Sampaio, nascido em 24 de novembro de 2010, fruto de um breve relacionamento com a produtora Juliana Gama.

### Acidente
Em 2023, Sidney se envolveu em um acidente se jogando de uma janela de um quarto de hotel no Rio de Janeiro. Recebeu alta alguns dias após o "acidente".

## Filmografia

### Televisão
| Ano  | Título                  | Personagem                  | Notas                                   |
| ---- | ----------------------- | --------------------------- | --------------------------------------- |
| 1998 | Sandy & Junior Especial | Fred                        | Especial de fim de ano                  |
| 2001 | Malhação                | Daniel Bittencourt          |                                         |
| 2003 | Canavial de Paixões     | Guilherme de Almeida        |                                         |
| 2005 | Alma Gêmea              | Felipe Ávilla Blanco Dias   |                                         |
| 2006 | Páginas da Vida         | Vinícius Pessoa             |                                         |
| 2007 | Dança dos Famosos       | Participante (7º lugar)     | Temporada 4                             |
| 2007 | Sete Pecados            | Pedro Camargo               |                                         |
| 2008 | Casos e Acasos          | Luciano                     | Episódio: "Quem Passou a Noite Comigo?" |
| 2008 | Malhação                | Tony Fontes                 |                                         |
| 2009 | Caras & Bocas           | Benjamin Abraham            |                                         |
| 2010 | S.O.S. Emergência       | Tiago                       | Episódio: "Hoje é Dia de Isaac"         |
| 2011 | Ti Ti Ti                | Érico Gonçalves             | Episódios: "18–20 de março"             |
| 2012 | Salve Jorge             | Ciro Bastos                 |                                         |
| 2013 | Super Chef Celebridades | Participante (Campeão)      | Temporada 2                             |
| 2013 | Malhação Casa Cheia     | David                       | Episódios: "24–27 de setembro"          |
| 2013 | Amor à Vida             | Elias                       |                                         |
| 2015 | Questão de Família      | Pedro Junior                |                                         |
| 2015 | Os Dez Mandamentos      | Oseias/Josué                |                                         |
| 2016 | A Terra Prometida       | Oseias/Josué                |                                         |
| 2017 | Apocalipse              | André Santero               |                                         |
| 2019 | Topíssima               | Delegado André Medeiros     |                                         |
| 2021 | Tô de Graça             | Valter Campos (Valtão)      | Episódio: "Olha no Meu Olho"            |
| 2024 | A Fazenda               | Participante (Vice-campeão) | Temporada 16                            |

### Cinema
| Ano  | Título                      | Personagem |
| ---- | --------------------------- | ---------- |
| 2016 | Os Dez Mandamentos: O Filme | Josué      |
| 2021 | A Força de um Sorriso       | Cléber     |

### Vídeos musicais
| Ano  | Música                          | Artista          |
| ---- | ------------------------------- | ---------------- |
| 1999 | "Imortal"                       | Sandy & Junior   |
| 2015 | "Meu Violão e o Nosso Cachorro" | Simone & Simaria |
| 2016 | "Absurda"                       | Ágatha           |

### Teatro
| Ano  | Título                       | Personagem         |
| ---- | ---------------------------- | ------------------ |
| 2008 | Alzira Power                 | Ernesto            |
| 2011 | Paixão de Cristo             | Pôncio Pilatos     |
| 2011 | Francisco, Irmão de Todos    | Francisco de Assis |
| 2011 | Além do Ponto                | Teto               |
| 2015 | As Sereias da Zona Sul       | Ivete Mourão       |
| 2015 | Música Para Cortar os Pulsos | Felipe             |
| 2023 | Socorro!                     | Anderson           |

## Prêmios e indicações
| Ano  | Prêmio                | Categoria                  | Indicação          | Resultado | Ref.   |
| ---- | --------------------- | -------------------------- | ------------------ | --------- | ------ |
| 2006 | Prêmio Contigo! de TV | Melhor Ator Revelação      | Alma Gêmea         | Indicado  |        |
| 2015 | Prêmio ANCEC          | Medalha da Ordem do Mérito | Os Dez Mandamentos | Venceu    | [ 22 ] |